# Gerard II Flamens
Gerard II Flamens (ca. 1000 - voor 1052) uit het huis Wassenberg is een telg uit het in de elfde eeuw gevluchte geslacht Flamens dat door bemiddeling van keizer Koenraad II de heerlijkheid Wassenberg als allodiaal bezit kreeg.

## Geschiedenis
Hij is mogelijk een en dezelfde persoon als zijn vermeende vader Gerard I Flamens. Het bestaan van twee Gerards is niet gebaseerd op bronnen maar alleen op chronologie. 
Gerardus Flamens wordt in een akte van 1042 genoemd als getuige bij een ruil tussen de abdij Stavelot en de kerk van Bamberg. Uit deze akte blijkt dat hij geen graaf was.

## Huwelijk en kinderen
Gerard was gehuwd met een jongere dochter van Diederik van Hamaland, de oudste zoon van Adela van Hamaland. Aan Gerard II worden drie zonen en mogelijk een dochter toegekend.
- Gerard III Flamens (* rond 1022 - † kort voor 1076), die hem opvolgde, was graaf in de Hettergouw (1067)
- Diederik I Flamens genaamd Dirk 'van de Veluwe' († 1082), die zijn broer opvolgde voordat diens zoon Gerard IV meerderjarig werd
- Willem I Flamens (* in of voor 1024 - † 1076), bisschop van Utrecht
- mogelijk een dochter, die de brug zou kunnen slaan naar de latere bannerheren van Rheden-van Baer

| | | | | | |  |  | | | | | | |  |  |  |  | | | | | | | Mogelijk Rodger vm. 960, 983 NN van Kamerijk |  |  |  |                                                 |                                                 |                                                                                       |                                                                                       |                                                                                       |                                                                                       |                                                                                       |                                                                                       |  |  |  |  |  |  |  |  |  |  |  |  |  |  |  |  |  |  |  |  |
| | | | | | |  |  | | | | | | |  |  |  |  | | | | | | |                                              |  |  |  |                                                 |                                                 |                                                                                       |                                                                                       |                                                                                       |                                                                                       |                                                                                       |                                                                                       |  |  |  |  |  |  |  |  |  |  |  |  |  |  |  |  |  |  |  |  |
| | | | | | |  |  | | | | | | |  |  |  |  | | | | | | |                                              |  |  |  |                                                 |                                                 |                                                                                       |                                                                                       |                                                                                       |                                                                                       |                                                                                       |                                                                                       |  |  |  |  |  |  |  |  |  |  |  |  |  |  |  |  |  |  |  |  |
| | | | | | |  |  | | | | | | |  |  |  |  | Gerard I Flamens ca 970 - na 1042 NN Heer van Wassenberg verm. 1033 als getuige verm. 1042 als getuige stamvader van de graven van Gelre                             | Gerard I Flamens ca 970 - na 1042 NN Heer van Wassenberg verm. 1033 als getuige verm. 1042 als getuige stamvader van de graven van Gelre                             | Gerard I Flamens ca 970 - na 1042 NN Heer van Wassenberg verm. 1033 als getuige verm. 1042 als getuige stamvader van de graven van Gelre                             | Gerard I Flamens ca 970 - na 1042 NN Heer van Wassenberg verm. 1033 als getuige verm. 1042 als getuige stamvader van de graven van Gelre                             | Gerard I Flamens ca 970 - na 1042 NN Heer van Wassenberg verm. 1033 als getuige verm. 1042 als getuige stamvader van de graven van Gelre                             | Gerard I Flamens ca 970 - na 1042 NN Heer van Wassenberg verm. 1033 als getuige verm. 1042 als getuige stamvader van de graven van Gelre                             |                                              |  |  |  |                                                 |                                                 | Rutger I van Kleef ca. 980 - 1050 NN Heer van Kleef stamvader van de graven van Kleef | Rutger I van Kleef ca. 980 - 1050 NN Heer van Kleef stamvader van de graven van Kleef | Rutger I van Kleef ca. 980 - 1050 NN Heer van Kleef stamvader van de graven van Kleef | Rutger I van Kleef ca. 980 - 1050 NN Heer van Kleef stamvader van de graven van Kleef | Rutger I van Kleef ca. 980 - 1050 NN Heer van Kleef stamvader van de graven van Kleef | Rutger I van Kleef ca. 980 - 1050 NN Heer van Kleef stamvader van de graven van Kleef |  |  |  |  |  |  |  |  |  |  |  |  |  |  |  |  |  |  |  |  |
| | | | | | |  |  | | | | | | |  |  |  |  | Gerard I Flamens ca 970 - na 1042 NN Heer van Wassenberg verm. 1033 als getuige verm. 1042 als getuige stamvader van de graven van Gelre                             | Gerard I Flamens ca 970 - na 1042 NN Heer van Wassenberg verm. 1033 als getuige verm. 1042 als getuige stamvader van de graven van Gelre                             | Gerard I Flamens ca 970 - na 1042 NN Heer van Wassenberg verm. 1033 als getuige verm. 1042 als getuige stamvader van de graven van Gelre                             | Gerard I Flamens ca 970 - na 1042 NN Heer van Wassenberg verm. 1033 als getuige verm. 1042 als getuige stamvader van de graven van Gelre                             | Gerard I Flamens ca 970 - na 1042 NN Heer van Wassenberg verm. 1033 als getuige verm. 1042 als getuige stamvader van de graven van Gelre                             | Gerard I Flamens ca 970 - na 1042 NN Heer van Wassenberg verm. 1033 als getuige verm. 1042 als getuige stamvader van de graven van Gelre                             |                                              |  |  |  |                                                 |                                                 | Rutger I van Kleef ca. 980 - 1050 NN Heer van Kleef stamvader van de graven van Kleef | Rutger I van Kleef ca. 980 - 1050 NN Heer van Kleef stamvader van de graven van Kleef | Rutger I van Kleef ca. 980 - 1050 NN Heer van Kleef stamvader van de graven van Kleef | Rutger I van Kleef ca. 980 - 1050 NN Heer van Kleef stamvader van de graven van Kleef | Rutger I van Kleef ca. 980 - 1050 NN Heer van Kleef stamvader van de graven van Kleef | Rutger I van Kleef ca. 980 - 1050 NN Heer van Kleef stamvader van de graven van Kleef |  |  |  |  |  |  |  |  |  |  |  |  |  |  |  |  |  |  |  |  |
| | | | | | |  |  | | | | | | |  |  |  |  | Gerard II Flamens rond 1000 - voor 1052 mogelijk een dochter Van Hamaland verm. 1042 als 'Gerardus Flamens (geen graaf)                                              | Gerard II Flamens rond 1000 - voor 1052 mogelijk een dochter Van Hamaland verm. 1042 als 'Gerardus Flamens (geen graaf)                                              | Gerard II Flamens rond 1000 - voor 1052 mogelijk een dochter Van Hamaland verm. 1042 als 'Gerardus Flamens (geen graaf)                                              | Gerard II Flamens rond 1000 - voor 1052 mogelijk een dochter Van Hamaland verm. 1042 als 'Gerardus Flamens (geen graaf)                                              | Gerard II Flamens rond 1000 - voor 1052 mogelijk een dochter Van Hamaland verm. 1042 als 'Gerardus Flamens (geen graaf)                                              | Gerard II Flamens rond 1000 - voor 1052 mogelijk een dochter Van Hamaland verm. 1042 als 'Gerardus Flamens (geen graaf)                                              |                                              |  |  |  |                                                 |                                                 | uitgestorven in 1368                                                                  | uitgestorven in 1368                                                                  | uitgestorven in 1368                                                                  | uitgestorven in 1368                                                                  | uitgestorven in 1368                                                                  | uitgestorven in 1368                                                                  |  |  |  |  |  |  |  |  |  |  |  |  |  |  |  |  |  |  |  |  |
| | | | | | |  |  | | | | | | |  |  |  |  | Gerard II Flamens rond 1000 - voor 1052 mogelijk een dochter Van Hamaland verm. 1042 als 'Gerardus Flamens (geen graaf)                                              | Gerard II Flamens rond 1000 - voor 1052 mogelijk een dochter Van Hamaland verm. 1042 als 'Gerardus Flamens (geen graaf)                                              | Gerard II Flamens rond 1000 - voor 1052 mogelijk een dochter Van Hamaland verm. 1042 als 'Gerardus Flamens (geen graaf)                                              | Gerard II Flamens rond 1000 - voor 1052 mogelijk een dochter Van Hamaland verm. 1042 als 'Gerardus Flamens (geen graaf)                                              | Gerard II Flamens rond 1000 - voor 1052 mogelijk een dochter Van Hamaland verm. 1042 als 'Gerardus Flamens (geen graaf)                                              | Gerard II Flamens rond 1000 - voor 1052 mogelijk een dochter Van Hamaland verm. 1042 als 'Gerardus Flamens (geen graaf)                                              |                                              |  |  |  |                                                 |                                                 | uitgestorven in 1368                                                                  | uitgestorven in 1368                                                                  | uitgestorven in 1368                                                                  | uitgestorven in 1368                                                                  | uitgestorven in 1368                                                                  | uitgestorven in 1368                                                                  |  |  |  |  |  |  |  |  |  |  |  |  |  |  |  |  |  |  |  |  |
| | | | | | |  |  | | | | | | |  |  |  |  | | | | | | |                                              |  |  |  |                                                 |                                                 |                                                                                       |                                                                                       |                                                                                       |                                                                                       |                                                                                       |                                                                                       |  |  |  |  |  |  |  |  |  |  |  |  |  |  |  |  |  |  |  |  |
| | | | | | |  |  | 'Gerard III Flamens ca. 1025 - voor 1076 ? dochter Hendrik I van Leuven                                            | 'Gerard III Flamens ca. 1025 - voor 1076 ? dochter Hendrik I van Leuven                                            | 'Gerard III Flamens ca. 1025 - voor 1076 ? dochter Hendrik I van Leuven                                            | 'Gerard III Flamens ca. 1025 - voor 1076 ? dochter Hendrik I van Leuven                                            | 'Gerard III Flamens ca. 1025 - voor 1076 ? dochter Hendrik I van Leuven                                            | 'Gerard III Flamens ca. 1025 - voor 1076 ? dochter Hendrik I van Leuven                                            |  |  |  |  | Diederik I van Heinsberg (Flamens) rond 1030 - 1082 NN gen. Dirk 'van de Veluwe' (gouw)graaf van de Veluwe                                                           | Diederik I van Heinsberg (Flamens) rond 1030 - 1082 NN gen. Dirk 'van de Veluwe' (gouw)graaf van de Veluwe                                                           | Diederik I van Heinsberg (Flamens) rond 1030 - 1082 NN gen. Dirk 'van de Veluwe' (gouw)graaf van de Veluwe                                                           | Diederik I van Heinsberg (Flamens) rond 1030 - 1082 NN gen. Dirk 'van de Veluwe' (gouw)graaf van de Veluwe                                                           | Diederik I van Heinsberg (Flamens) rond 1030 - 1082 NN gen. Dirk 'van de Veluwe' (gouw)graaf van de Veluwe                                                           | Diederik I van Heinsberg (Flamens) rond 1030 - 1082 NN gen. Dirk 'van de Veluwe' (gouw)graaf van de Veluwe                                                           |                                              |  |  |  | Willem Hendrik 1054 - 1076 bisschop van Utrecht | Willem Hendrik 1054 - 1076 bisschop van Utrecht | Willem Hendrik 1054 - 1076 bisschop van Utrecht                                       | Willem Hendrik 1054 - 1076 bisschop van Utrecht                                       | Willem Hendrik 1054 - 1076 bisschop van Utrecht                                       | Willem Hendrik 1054 - 1076 bisschop van Utrecht                                       |                                                                                       |                                                                                       |  |  |  |  |  |  |  |  |  |  |  |  |  |  |  |  |  |  |  |  |
| | | | | | |  |  | 'Gerard III Flamens ca. 1025 - voor 1076 ? dochter Hendrik I van Leuven                                            | 'Gerard III Flamens ca. 1025 - voor 1076 ? dochter Hendrik I van Leuven                                            | 'Gerard III Flamens ca. 1025 - voor 1076 ? dochter Hendrik I van Leuven                                            | 'Gerard III Flamens ca. 1025 - voor 1076 ? dochter Hendrik I van Leuven                                            | 'Gerard III Flamens ca. 1025 - voor 1076 ? dochter Hendrik I van Leuven                                            | 'Gerard III Flamens ca. 1025 - voor 1076 ? dochter Hendrik I van Leuven                                            |  |  |  |  | Diederik I van Heinsberg (Flamens) rond 1030 - 1082 NN gen. Dirk 'van de Veluwe' (gouw)graaf van de Veluwe                                                           | Diederik I van Heinsberg (Flamens) rond 1030 - 1082 NN gen. Dirk 'van de Veluwe' (gouw)graaf van de Veluwe                                                           | Diederik I van Heinsberg (Flamens) rond 1030 - 1082 NN gen. Dirk 'van de Veluwe' (gouw)graaf van de Veluwe                                                           | Diederik I van Heinsberg (Flamens) rond 1030 - 1082 NN gen. Dirk 'van de Veluwe' (gouw)graaf van de Veluwe                                                           | Diederik I van Heinsberg (Flamens) rond 1030 - 1082 NN gen. Dirk 'van de Veluwe' (gouw)graaf van de Veluwe                                                           | Diederik I van Heinsberg (Flamens) rond 1030 - 1082 NN gen. Dirk 'van de Veluwe' (gouw)graaf van de Veluwe                                                           |                                              |  |  |  | Willem Hendrik 1054 - 1076 bisschop van Utrecht | Willem Hendrik 1054 - 1076 bisschop van Utrecht | Willem Hendrik 1054 - 1076 bisschop van Utrecht                                       | Willem Hendrik 1054 - 1076 bisschop van Utrecht                                       | Willem Hendrik 1054 - 1076 bisschop van Utrecht                                       | Willem Hendrik 1054 - 1076 bisschop van Utrecht                                       |                                                                                       |                                                                                       |  |  |  |  |  |  |  |  |  |  |  |  |  |  |  |  |  |  |  |  |
| | | | | | |  |  | | | | | | |  |  |  |  | | | | | | |                                              |  |  |  |                                                 |                                                 |                                                                                       |                                                                                       |                                                                                       |                                                                                       |                                                                                       |                                                                                       |  |  |  |  |  |  |  |  |  |  |  |  |  |  |  |  |  |  |  |  |
| Gerard IV Flamens gen. Gerard 'de Lange' ca. 1068 - 1129 Sophia N Clementia van Gleiberg vanaf 1096 graaf Gerard I van Gelre | Gerard IV Flamens gen. Gerard 'de Lange' ca. 1068 - 1129 Sophia N Clementia van Gleiberg vanaf 1096 graaf Gerard I van Gelre | Gerard IV Flamens gen. Gerard 'de Lange' ca. 1068 - 1129 Sophia N Clementia van Gleiberg vanaf 1096 graaf Gerard I van Gelre | Gerard IV Flamens gen. Gerard 'de Lange' ca. 1068 - 1129 Sophia N Clementia van Gleiberg vanaf 1096 graaf Gerard I van Gelre | Gerard IV Flamens gen. Gerard 'de Lange' ca. 1068 - 1129 Sophia N Clementia van Gleiberg vanaf 1096 graaf Gerard I van Gelre | Gerard IV Flamens gen. Gerard 'de Lange' ca. 1068 - 1129 Sophia N Clementia van Gleiberg vanaf 1096 graaf Gerard I van Gelre |  |  | Hendrik van Kriekenbeek † voor 1124 verm. vanaf 1082 niet als graaf graaf van Kriekenbeek volgens Annales Rodenses | Hendrik van Kriekenbeek † voor 1124 verm. vanaf 1082 niet als graaf graaf van Kriekenbeek volgens Annales Rodenses | Hendrik van Kriekenbeek † voor 1124 verm. vanaf 1082 niet als graaf graaf van Kriekenbeek volgens Annales Rodenses | Hendrik van Kriekenbeek † voor 1124 verm. vanaf 1082 niet als graaf graaf van Kriekenbeek volgens Annales Rodenses | Hendrik van Kriekenbeek † voor 1124 verm. vanaf 1082 niet als graaf graaf van Kriekenbeek volgens Annales Rodenses | Hendrik van Kriekenbeek † voor 1124 verm. vanaf 1082 niet als graaf graaf van Kriekenbeek volgens Annales Rodenses |  |  |  |  | Gozewijn I van Heinsberg verm. vanaf 1085 - † 1128 Oda van Walbeck 1119 de castello Falcomonte door huwelijk Heer van Valkenburg stamvader Huis Heinsberg/Valkenburg | Gozewijn I van Heinsberg verm. vanaf 1085 - † 1128 Oda van Walbeck 1119 de castello Falcomonte door huwelijk Heer van Valkenburg stamvader Huis Heinsberg/Valkenburg | Gozewijn I van Heinsberg verm. vanaf 1085 - † 1128 Oda van Walbeck 1119 de castello Falcomonte door huwelijk Heer van Valkenburg stamvader Huis Heinsberg/Valkenburg | Gozewijn I van Heinsberg verm. vanaf 1085 - † 1128 Oda van Walbeck 1119 de castello Falcomonte door huwelijk Heer van Valkenburg stamvader Huis Heinsberg/Valkenburg | Gozewijn I van Heinsberg verm. vanaf 1085 - † 1128 Oda van Walbeck 1119 de castello Falcomonte door huwelijk Heer van Valkenburg stamvader Huis Heinsberg/Valkenburg | Gozewijn I van Heinsberg verm. vanaf 1085 - † 1128 Oda van Walbeck 1119 de castello Falcomonte door huwelijk Heer van Valkenburg stamvader Huis Heinsberg/Valkenburg |                                              |  |  |  | Gerard van Heinsberg                            | Gerard van Heinsberg                            | Gerard van Heinsberg                                                                  | Gerard van Heinsberg                                                                  | Gerard van Heinsberg                                                                  | Gerard van Heinsberg                                                                  |                                                                                       |                                                                                       |  |  |  |  |  |  |  |  |  |  |  |  |  |  |  |  |  |  |  |  |